# Supermodel (Måneskin)
Supermodel è un singolo del gruppo musicale italiano Måneskin, pubblicato il 13 maggio 2022 come secondo estratto dal terzo album in studio Rush!.

## Descrizione
Il brano rappresenta la prima collaborazione del gruppo con il produttore svedese Max Martin, che si è occupato della scrittura e composizione insieme ai Måneskin stessi, a Rami Yacoub, Justin Tranter e Sly. Il testo è incentrato su una top model definita bella, impossibile e decadente, ma che pensa unicamente a se stessa. Riguardo alla sua composizione, gli stessi Måneskin hanno dichiarato:
(Måneskin)

## Accoglienza
Gabriele Fazio di Agenzia Giornalistica Italia trova che «la potenza» del brano «proviene dagli archi di un'orchestra» in cui il suono rock «non viene troppo smontato dei propri punti cardine». Sebbene il giornalista non lo trovi il loro migliore brano riscontra che si tratti di «un passo in avanti nel campo minato della discografia mondiale».

## Video musicale
Il video, girato a Londra dal collettivo Bedroom e da Ben Chappel, è stato reso disponibile il 31 maggio 2022 attraverso il canale YouTube del gruppo. In esso viene raccontata la storia di una supermodella (interpretata da Nina Marker) che fugge da una festa tenendo tra le mani una borsetta contenente qualcosa di scintillante. Inizia così una rocambolesca caccia da parte dei Måneskin in total look Gucci.

Il filmato rappresenta un omaggio a numerosi cult cinematografici, amalgamando soprattutto gli stili di Alfred Hitchcock e Quentin Tarantino: La scena dello scippo della borsa, girato in Super 16, ricorda la cleptomane Marnie, protagonista dell'omonimo thriller Hitchcockiano, mentre la scena dell'apertura della borsetta contenente qualcosa di radioso è un chiaro riferimento a Pulp Fiction, scena a sua volta ispirata a una di Un bacio e una pistola, diretto da Robert Aldrich; non mancano numerosi riferimenti ad altri cult degli anni novanta, tra i quali spiccano Lola corre e il poliziesco Le iene dello stesso Tarantino. A tal proposito il gruppo ha spiegato:

## Tracce
Testi e musiche di Damiano David, Thomas Raggi, Victoria De Angelis, Ethan Torchio, Sylvester Willy Sivertsen, Rami Yacoub, Max Martin e Justin Tranter, eccetto dove indicato.
Download digitale
1. Supermodel – 2:28

7"
- Lato A

1. Supermodel – 2:28

- Lato B

1. Beggin' (Live) – 3:27 (Peggy Farina, Bob Gaudio)

## Formazione
Gruppo
- Damiano David – voce
- Victoria De Angelis – basso
- Thomas Raggi – chitarra
- Ethan Torchio – batteria

Produzione
- Rami Yacoub – produzione
- Max Martin – produzione
- SLY – produzione
- Luca Pellegrini – ingegneria del suono
- Sam Holland – ingegneria del suono
- Jeremy Lertola – ingegneria del suono
- Spike Stent – missaggio

## Successo commerciale
Supermodel ha esordito dopo 24 ore di commercializzazione nelle classifiche della piattaforma Spotify di 25 paesi europei, totalizzando dopo 48 ore di commercializzazione 2 500 000 riproduzioni streaming su Spotify.

## Classifiche

### Classifiche settimanali
| Classifica (2022-23)             | Posizione massima |
| -------------------------------- | ----------------- |
| Austria                          | 24                |
| Belgio (Fiandre)                 | 4                 |
| Belgio (Vallonia)                | 21                |
| Bielorussia                      | 2                 |
| Canada                           | 100               |
| Canada (rock)                    | 10                |
| Bulgaria                         | 4                 |
| Croazia                          | 20                |
| Estonia                          | 22                |
| Finlandia                        | 9                 |
| Francia                          | 48                |
| Germania                         | 49                |
| Grecia                           | 2                 |
| Irlanda                          | 41                |
| Italia                           | 11                |
| Kazakistan                       | 10                |
| Lettonia                         | 11                |
| Lituania                         | 3                 |
| Paesi Bassi                      | 29                |
| Polonia                          | 4                 |
| Portogallo                       | 132               |
| Regno Unito                      | 43                |
| Repubblica Ceca                  | 19                |
| Russia                           | 3                 |
| Slovacchia                       | 32                |
| Stati Uniti (alternative)        | 1                 |
| Stati Uniti (mainstream rock)    | 36                |
| Stati Uniti (rock & alternative) | 13                |
| Svezia                           | 23                |
| Svizzera                         | 18                |
| Ucraina                          | 117               |
| Ungheria                         | 20                |

### Classifiche di fine anno
| Classifica (2022) | Posizione |
| ----------------- | --------- |
| Austria           | 71        |
| Belgio (Fiandre)  | 37        |
| Belgio (Vallonia) | 86        |
| Francia           | 190       |
| Italia            | 57        |
| Lituania          | 21        |
| Russia            | 28        |
| Classifica (2023) | Posizione |
| Bielorussia       | 51        |
| Russia            | 149       |
| Classifica (2024) | Posizione |
| Estonia           | 94        |